# Vic Toweel
Victor Anthony Toweel (* 12. Januar 1928 in Benoni, Provinz Gauteng, Südafrika; † 15. August 2008 in Sydney, Australien) war ein südafrikanischer Box-Weltmeister im Bantamgewicht. Er boxte in der Linksauslage.

## Erfolge
Am 26. März 1949 gewann Vic Toweel den Südafrika-Titel im Bantamgewicht. Im selben Jahr gewann Toweel den vakant gewordenen Südafrika-Titel im Fliegengewicht. Am 31. Mai 1950 gewann Toweel den Weltmeisterschaftsgürtel im Bantamgewicht im Alter von nur 22 Jahren. In einem Kampf, in dem er den Weltmeister-Gürtel verteidigen musste, besiegte er Danny O’Sullivan durch technischen KO in der zehnten Runde. Sein Gegner war vorher 14 Mal am Boden. 1952 verlor Vic Toweel seinen Gürtel in der 15. Titelverteidigung durch KO in der ersten Runde.

## Kampfbilanz
32 Kämpfe, 28 Siege (davon 14 durch KO), ein Unentschieden, 3 Niederlagen

## Karriereende
Nachdem Toweel 1952 seinen Gürtel verloren hatte, bekam er vier Monate später einen Rückkampf. Er verlor erneut durch KO in Runde 10. In den nächsten drei Kämpfen gewann er zwei Mal, dann beendete er seine Karriere mit nur 26 Jahren.